# Maubert-Fontaine
Maubert-Fontaine ist eine französische Gemeinde mit 1.025 Einwohnern (Stand: 1. Januar 2022) in der Region Grand Est im Département Ardennes. Sie liegt im Arrondissement Charleville-Mézières und ist Teil des Kantons Rocroi.

## Geografie
Maubert-Fontaine liegt etwa 30 Kilometer nordwestlich von Charleville-Mézières im Regionalen Naturpark Ardennen. Umgeben wird Maubert-Fontaine von den Nachbargemeinden Éteignières im Norden und Westen, Taillette im Norden und Nordosten, Sévigny-la-Forêt im Osten, Étalle im Süden und Südosten, Marby und Flaignes-Havys im Süden sowie Girondelle im Südwesten.
Der Bahnhof von Maubert-Fontaine lag an der Bahnstrecke Charleville-Mézières–Hirson.

## Bevölkerungsentwicklung
| Jahr                      | 1962 | 1968 | 1975 | 1982 | 1990 | 1999 | 2006 | 2013 |
| Einwohner                 | 1107 | 1065 | 970  | 1024 | 916  | 902  | 1056 | 1047 |
| Quelle: Cassini und INSEE |      |      |      |      |      |      |      |      |

## Sehenswürdigkeiten

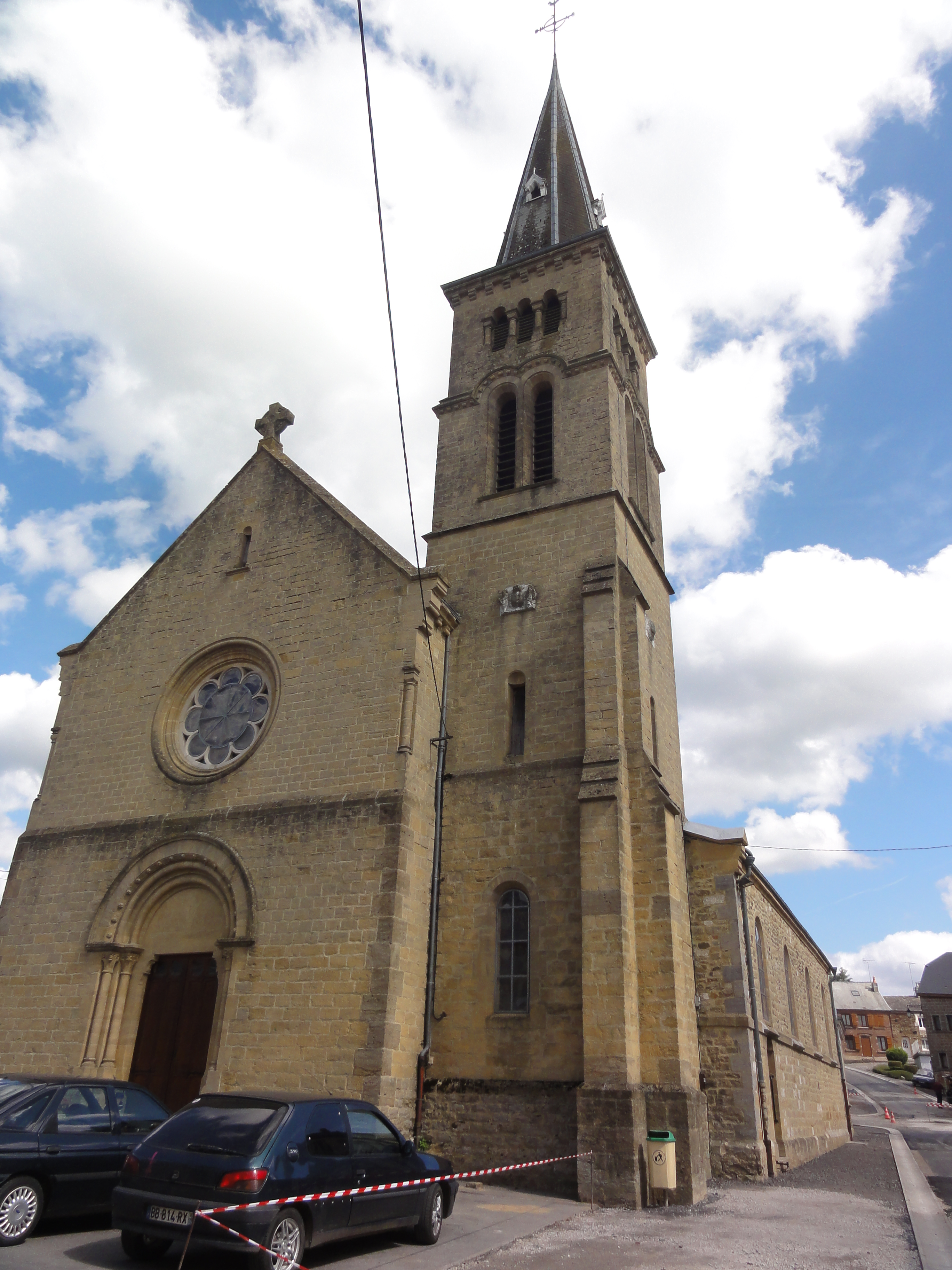
Kirche Saint-Nicolas

- Kirche Saint-Nicolas